# Palazzo Paternò (Caserta)

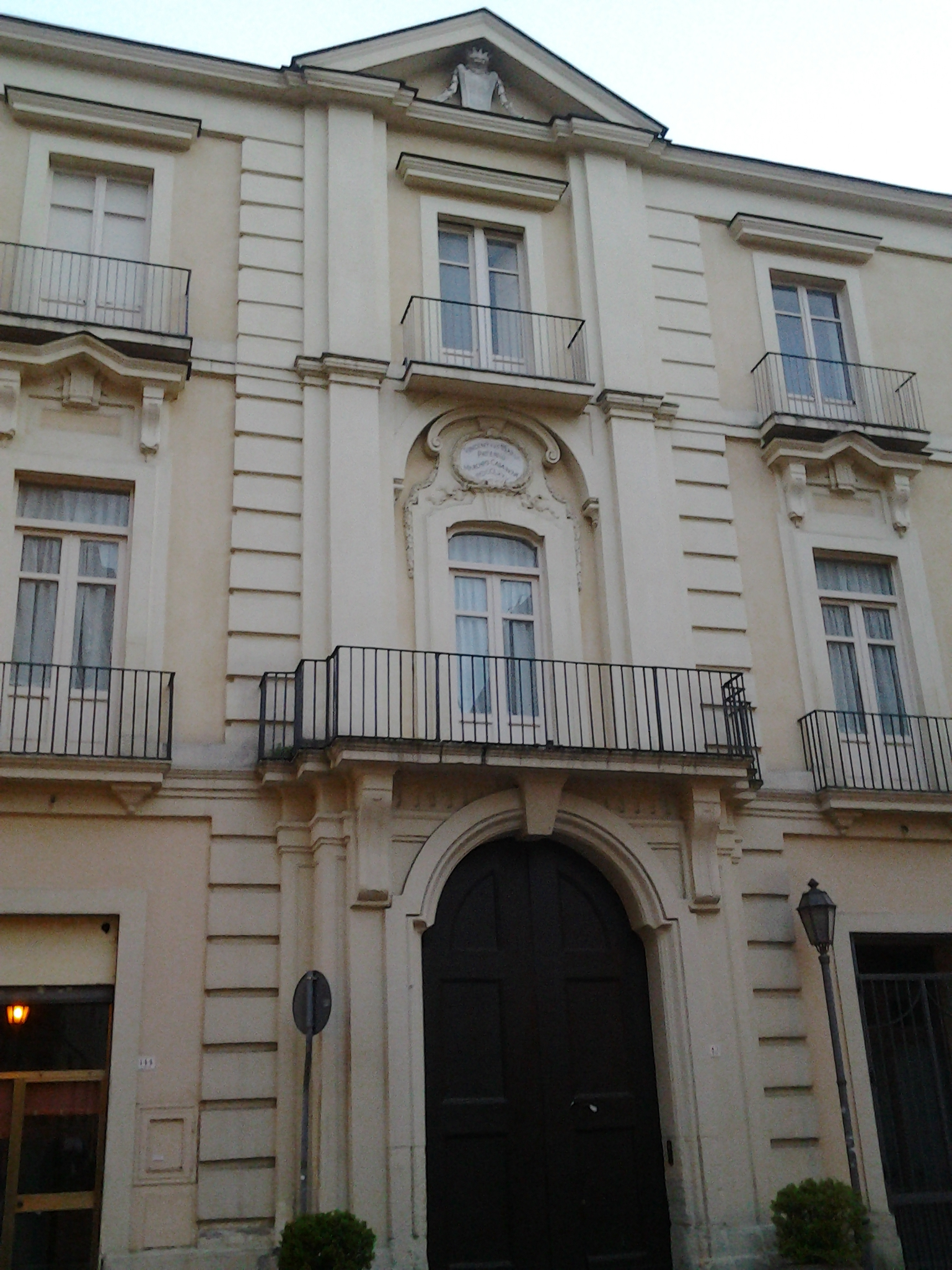
Palazzo Paternò in Caserta

Der Palazzo Paternò ist ein Palast aus dem 18. Jahrhundert in Caserta in der italienischen Region Kampanien. Er liegt an der Via San Carlo und wurde zwischen 1765 und 1775 unter der Leitung des Architekten Gaetano Barba errichtet. Auftraggeber war die Familie Paternò.

## Geschichte

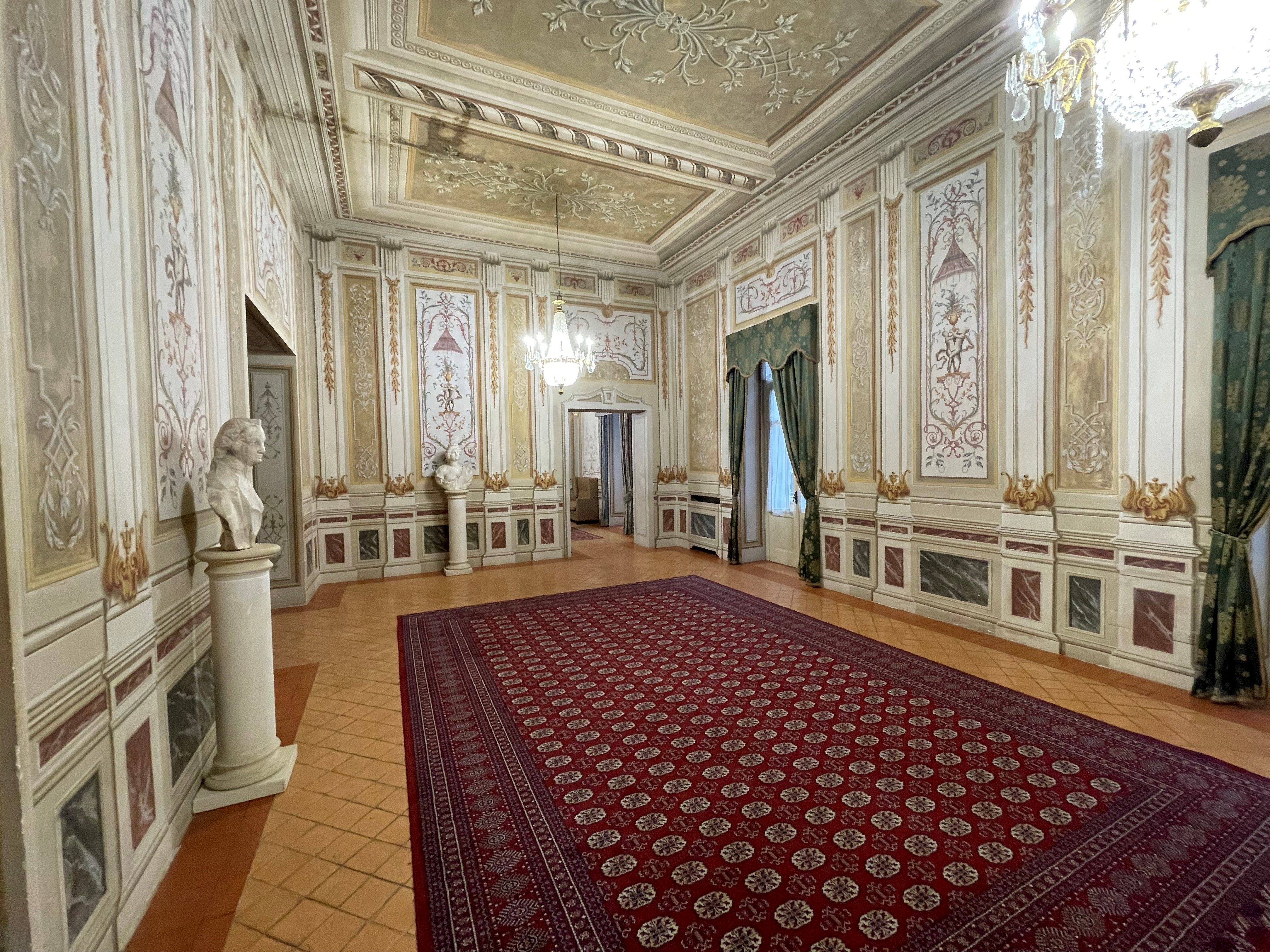
Palazzo Paternò, Innenräume

In der zweiten Hälfte des 18. Jahrhunderts wurde Ludovico Paternò, Markgraf Casanova, aus der Linie der Herzöge von ‚‘San Nicola‘‘, zum Leutnant des Großen Kammerherrn des Königreiches Neapel und Regent des Supremo Consiglio Collaterale ernannt. Er war auch Patrizier von Catania (am 6. Februar 1728 ernannt von Senat von Catania) und mit Privileg vom 9. Februar 1737 konnte er auch einen der Adligen nach seinem Gutdünken zum Sedili di Napoli wählen.
Sein Sohn Lorenzo Maria (der die Markgräfin Emanuela Ibanez de Mendoza aus der Familie der Markgrafen von Montescar, Abkömmlinge des spanischen Königshauses, heiratete) wurde von Ferdinand IV. der Toskana zum Minister des Obersten Kriegsrates ernannt. Dieser wiederum hatte ebenfalls einen Sohn, Vincenzo, für den er einen Palast in Caserta in der Nähe des Schlosses, in der alten Via San Carlo, in Auftrag gab; damit betraute er 1765 Gaetano Barba, einen berühmten Architekten, der auch einige Teile der Kartause von Padula projektiert hatte, speziell die große Treppe, die in allem an das erinnert, was er später baute, auch an den Palazzo Paternò in der Via San Carlo. Der Bau des beauftragten Palastes war nach zehn Jahren abgeschlossen.
Im Laufe des 20. Jahrhunderts wurden an dem Gebäude etliche Restaurierungsarbeiten durchgeführt.

## Beschreibung

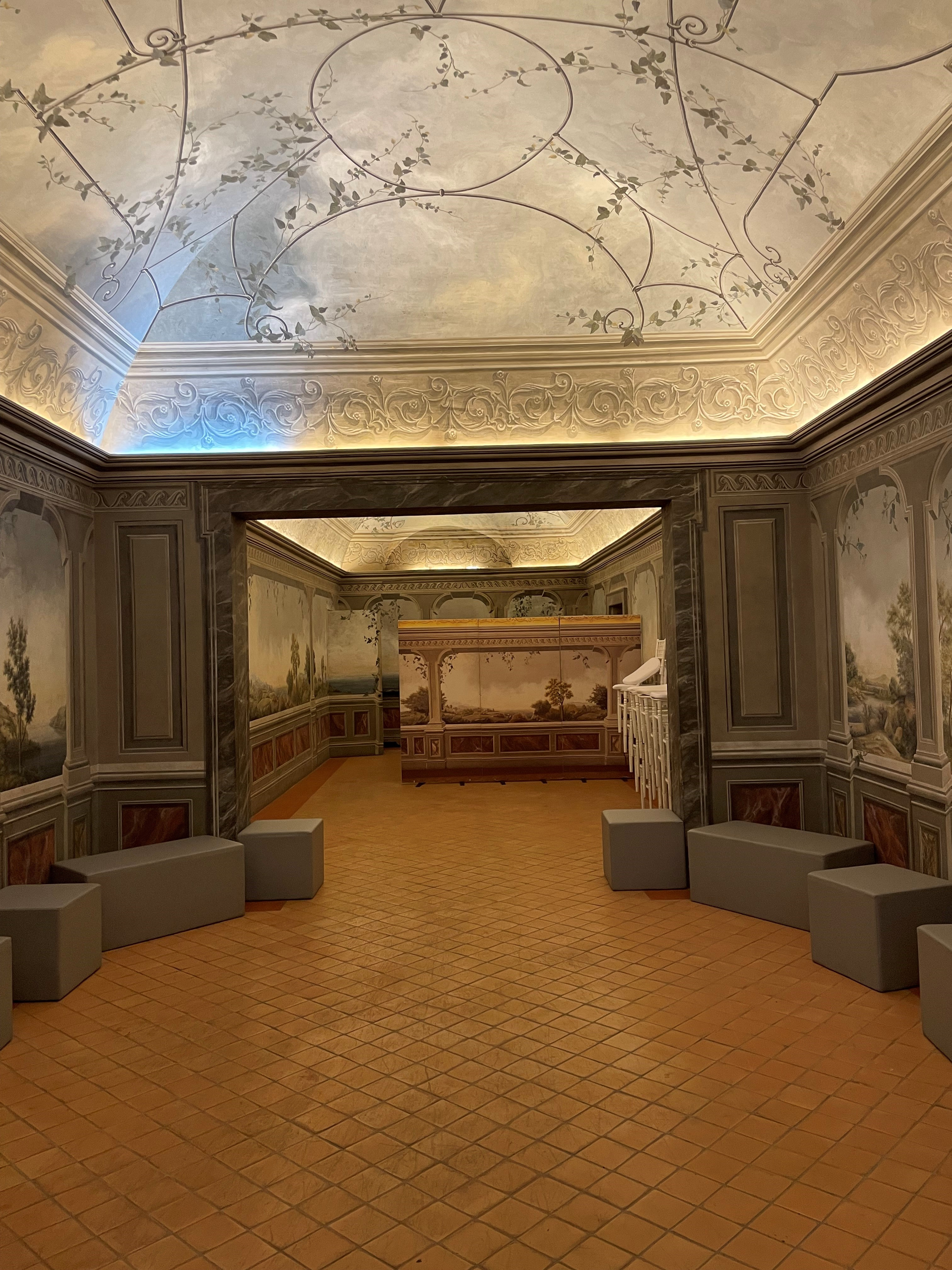
Palazzo Paternò, Innenräume

Die große Treppe nimmt das Motiv des von einem Rechteck umschriebenen Kreises wieder auf, das der Architekt bereits für die Kartause von Padula nutzte, von der Eingangstüre bis zum ersten Obergeschoss, das sich in einer langen Flucht von vollständig mit Fresken versehenen Salons hinzieht. Es gibt dort Marmorbüsten, die auf Voluten und Konsolen ruhen, und der Innenhof, der mit einer Exedra endet, beherbergt eine sehr schönen Brunnen aus dem 18. Jahrhundert.
Professor Bassi unterstützt die These, dass das Motiv für die Beauftragung dieses Palastes in Caserta zu suchen ist „im Willen der Paternòs, wie der anderen Repräsentanten des höchsten Ranges im Staat und der Aristokratie, dem bourbonischen Hof in die königliche Stadt zu folgen ...“ Die Paternòs wohnten nur selten in dem Palast, weil sie auch eine bedeutende Villa in Capodimonte in Neapel besaßen – ebenfalls von Barba geplant -, und so lebten sie im 19. Jahrhundert zwischen Neapel und Sizilien. Darüber hinaus lebten die Paternòs in der zweiten Hälfte des 19. Jahrhunderts in der Burg von Presicce des Hauses Liguoro, einer Familie, die nach der Heirat zwischen der Prinzessin von Presicce, Eleonora de Liguoro, der letzten Nachfahrin ihrer Familie, und dem Herzog Raffaele Paternò im Haus Paternò aufging.
Der Palast in Caserta wurde daher geschlossen und beherbergte einige Zeit lang den Sitz des Erzbischofs von Caserta und die Bibliothek.